# 長腿女孩們
《长腿女孩们》是一部由天銀工作室股份公司出品的越南電影，聚焦于2000年代初期在越南的模特生涯。由武玉璗导演、编剧，明英、英姐、春蘭、宋白水、楊嬿玉等演员主演。

## 演员阵容

### 主要角色
- 英姐 飾 水
- 明英 飾 煌

### 次要角色
- 春蘭 飾 春蘭
- 玉娥 飾 玉娥
- 清姮 飾 玉梅
- 海東 飾 東海
- 如瓊 飾 玉的媽媽
- 梅花 飾 水的姐姐
- 楊嬿玉 飾 寶玉
- 宋白水 飾 河
- 張青龍 飾 科
- 阮文松 飾 广告导演